# Third World Posse
Third World Posse – minialbum brazylijskiej grupy metalowej Sepultura, wydany w 1992 przez Roadrunner Records w limitowanym nakładzie, wyłącznie w Australii. Wydawnictwo ukazało się w formacie CD oraz na 12-calowej płycie winylowej. Zawiera studyjną wersję „Dead Embryonic Cells”, cover Dead Kennedys „Drug Me” oraz trzy nagrania koncertowe, pochodzące z VHS zespołu Under Siege (Live in Barcelona).

## Twórcy
- Max Cavalera – śpiew, gitara rytmiczna
- Andreas Kisser – gitara prowadząca
- Paulo Jr. – gitara basowa
- Igor Cavalera – perkusja

## Lista utworów
| Nr | Tytuł utworu                          | Długość |
| -- | ------------------------------------- | ------- |
| 1. | „Dead Embryonic Cells”                | 4:31    |
| 2. | „Drug Me” (cover Dead Kennedys)       | 1:49    |
| 3. | „Inner Self” (Live)                   | 4:43    |
| 4. | „Troops Of Doom” (Live)               | 2:55    |
| 5. | „Orgasmatron” (Live, cover Motörhead) | 3:28    |
|    |                                       | 17:26   |